# Vũ Huy Đỉnh
Vũ Huy Đĩnh (chữ Hán: 武輝珽; 1730-1789), tự Ôn Kỳ (溫奇), hiệu Di Hiên (頤軒), thụy là Văn Trung (文忠), là một danh sĩ thời Lê. Ông đỗ Đệ tam giáp đồng Tiến sĩ xuất thân khoa thi Giáp Tuất 1754 dưới triều vua Lê Hiển Tông.

## Thân thế sự nghiệp
Ông vốn tên là Trọng Cung (仲恭), sau đổi là Huy Đỉnh, Huy Túc. Quê làng Mộ Trạch, huyện Đường An (nay là làng Mộ Trạch, xã Tân Hồng, huyện Bình Giang, tỉnh Hải Dương). Thời trẻ, ông đã có tiếng văn chương, được nhận vào Giám sinh Quốc Tử Giám.
Năm Giáp Tuất (1754), ông đỗ Đệ tam giáp đồng Tiến sĩ xuất thân, nổi tiếng văn chương, giỏi việc chính trị, từng được cử đi sứ Trung Quốc trong năm 1772. Làm quan đến Thừa chính sứ, Hữu Thị lang Bộ Lễ, kiêm Tế tửu Quốc tử giám, tước Hồng Trạch hầu.
Năm Kỷ Dậu (1789), ông mất, hưởng dương 59 tuổi. Con ông là Vũ Huy Tấn, học trò là Ninh Tốn đều là danh sĩ nổi tiếng trong triều Tây Sơn, từng giúp vua Quang Trung trong việc ngoại giao và bình định xứ sở.

## Tác phẩm
Ông là một danh sĩ nổi tiếng đương thời, có nhiều tác phẩm văn sử, địa học giá trị:
- Hoa trình tạp thi.
- Thanh Hóa hậu tập
- Thanh Hóa tiền tập
- Kỷ thắng tập
- Nam trung tập
- Tuyên Quang tập
- Sơn Tây tập
- Tùng vịnh tập
- Quang Thương tiền tập
- Bách đài tập
- Tình tuyết tập

và một số thơ văn khác.